# Rebecca June Hewitt
Pour les articles homonymes, voir Cartwright et Bec (homonymie).
Rebecca June Cartwright est une actrice et chanteuse australienne, née le 23 juillet 1983 à l'hôpital de Blacktown en Australie. Elle est plus communément connue au nom de Bec Cartwright ou Bec Hewitt (le nom de son mari, le joueur de tennis Lleyton Hewitt).

## Famille et vie privée
Ses parents se prénomment Michelle et Darrel. Elle est la cadette de trois enfants: son frère Shaun et sa sœur Kristy.
Ses passe-temps préférés sont la danse (les claquettes, ballet, jazz et le hip-hop), la natation, le patin à roues alignées, l'équitation, l'aérobie et le chant. 
Bec Cartwright est mariée au joueur de tennis australien Lleyton Hewitt depuis le 21 juillet 2005. Après seulement deux mois de fréquentation, Lleyton annonçait officiellement leurs fiançailles. Quelques mois plus tard, ils annonçaient qu'ils attendaient un bébé. Le 29 novembre 2005, Bec accouche d'une petite fille prénommée Mia Rebecca. Depuis qu'elle est mariée, elle suit son mari sur tous les continents dans ses tournois de tennis. Elle n'a toutefois pas mis un terme à sa carrière d'actrice et anticipe peut-être un retour à l'écran fin 2006. Lors de Wimbledon 2008, elle annonce qu'elle attend un autre enfant, qu'elle met au monde le 11 décembre 2008, un fils nommé Cruz. Le couple a ensuite un troisième enfant, une petite fille prénommée Ava, née le 23 octobre 2010.

## Télévision
Cartwright est l'une des vedettes du célèbre soap australien Home and Away, dans lequel elle incarne le personnage de Hayley Smith pendant 7 ans (1998-2005). Pour ce personnage, elle remporte un Silver Logie pour l'actrice la plus populaire d'Australie en 2005. Elle est également nommée, en 1999, pour la meilleure nouvelle actrice de série télévisée.
En 2006, Bec est à nouveau nommée pour un Gold Logie pour la plus populaire actrice d'Australie.
En novembre 2006, elle anime une émission spéciale sur le célèbre groupe de musique ABBA sur Channel 7.

## Musique
Bec a sorti un album, All seats taken (2002). Cet album a un grand succès, atteignant le top 10 des meilleures ventes en Australie. Son premier single, All seats taken, a été, pendant de longues semaines, dans le top des chansons écoutées en Australie. Malheureusement, la maison de disques Warner Music Australia l'a laissée tomber à la fin de l'année 2003.
Bec a eu quelques succès dont :
- All Seats Taken (2002)
- A Matter of Time (2003)
- On the Boderline (2003)